# Ocho variaciones sobre «Laat ons juichen, batavieren!»
Las Ocho variaciones sobre «Laat ons juichen, batavieren!» en sol mayor, K. 24/Anh. 208 son una composición para teclado de Wolfgang Amadeus Mozart escrita en La Haya o en Ámsterdam antes del 7 de marzo de 1766, cuando tenía diez años. 
La pieza consta de ocho variaciones sobre la canción neerlandesa Laat ons juichen, batavieren! (¡Regocijémonos, bátavos!), de Christian Ernst Graf.

## Música
Esta obra de Mozart fue compuesta para teclado solo, y consta de nueve secciones: la primera es el tema, en tempo Allegretto; las otras secciones son sus variaciones, numeradas del I al VIII, de las que únicamente las dos últimas presentan indicaciones de tempo: Adagio y Primo tempo (Allegretto), respectivamente.
- Tema :

## Historia
A la vuelta del gran viaje de la familia Mozart por Europa (1764-1766), Leopold Mozart recibió una propuesta «muy atractiva» que no pudo rechazar para permanecer en Holanda desde septiembre de 1765 hasta abril de 1766. Durante su estancia en ese país, Wolfgang y su hermana interpretaron numerosos conciertos en diferentes ciudades. La familia Mozart llegó a La Haya el 16 de septiembre de 1765, permaneciendo allí hasta alrededor del 27 de enero de 1766, para trasladarse a continuación a Ámsterdam, donde estuvieron hasta principios de marzo, cuando regresaron a La Haya para presenciar las ceremonias de instalación del príncipe Guillermo V de Orange-Nassau en esa ciudad. El 16 de mayo de 1766, Leopold Mozart escribió desde París a Lorenz Hagenauer, que se hallaba en Salzburgo:

En el mismo paquete hay dos series de variaciones [KV 24 y 25], una de las cuales tiene que componer el pequeño Wolfgang sobre un aria, escrita con ocasión de la [...] instalación del príncipe [en la Haya], la otra serie [de variaciones] salieron apresuradamente sobre otra melodía que todo el mundo canta en Holanda, tocándola y silbándola. ¡Son nimiedades! Pero si quieres añadir una copia de esto, puedes hacerlo, puesto que son inusuales.

Ambas series de variaciones fueron anunciadas en el S'Gravenhaegse Vrijdagse Courant, el 7 de marzo de 1766, presentándose la KV 24 como «una canción holandesa sobre la instalación de Su Alteza Serenísima Guillermo V, príncipe de Orange etc. etc. etc. puesta en música por C. E. Graaf, y arreglada con ocho ingeniosas variaciones del celebrado y joven compositor J. G. W. Mozart, con la edad de nueve años».
Así, la canción Laaf ons juichen, batavieren! fue compuesta para la instalación de Guillermo V de Orange en La Haya, por parte del compositor holandés y maestro de capilla en esa ciudad, Christian Ernst Graaf. Probablemente, la familia Mozart conoció a Graaf antes del concierto que se organizó en La Haya el 30 de septiembre de 1765.

## Fecha de composición
Se desconoce la fecha exacta en que Mozart compuso estas series de variaciones. Como la obra fue anunciada el 7 de marzo de 1766, tuvieron que haber sido compuestas antes de ese día. Los investigadores franceses Wyzewa y Saint Foix dataron la KV 24 en La Haya, en enero de 1766; esta datación se basaba en la inscripción que Leopold incluyó sobre el KV 24 en la lista de composiciones de su hijo del año 1768. Alfred Einstein siguió esta datación en su tercera edición del Catálogo Köchel. Sin embargo, actualmente se sabe que las fechas que Leopold muestra en esa lista eran las de publicación de las obras, no las fechas en que fueron compuestas. Es seguro, no obstante, que las variaciones fueron interpretadas en el que concierto que Wolfgang y su hermana ofrecieron a la corte el 11 de marzo de 1766. 